# Chiesa di San Giacomo Maggiore (Jihlava)
La Chiesa di San Giacomo Maggiore (in ceco Kostel svatého Jakuba Staršího) è una chiesa del primo gotico a Jihlava in Repubblica Ceca. Si tratta di un edificio a tre navate con un lungo presbiterio e due alte torri nella parte anteriore. È consacrata a San Giacomo Maggiore, patrono dei minatori.

## Storia

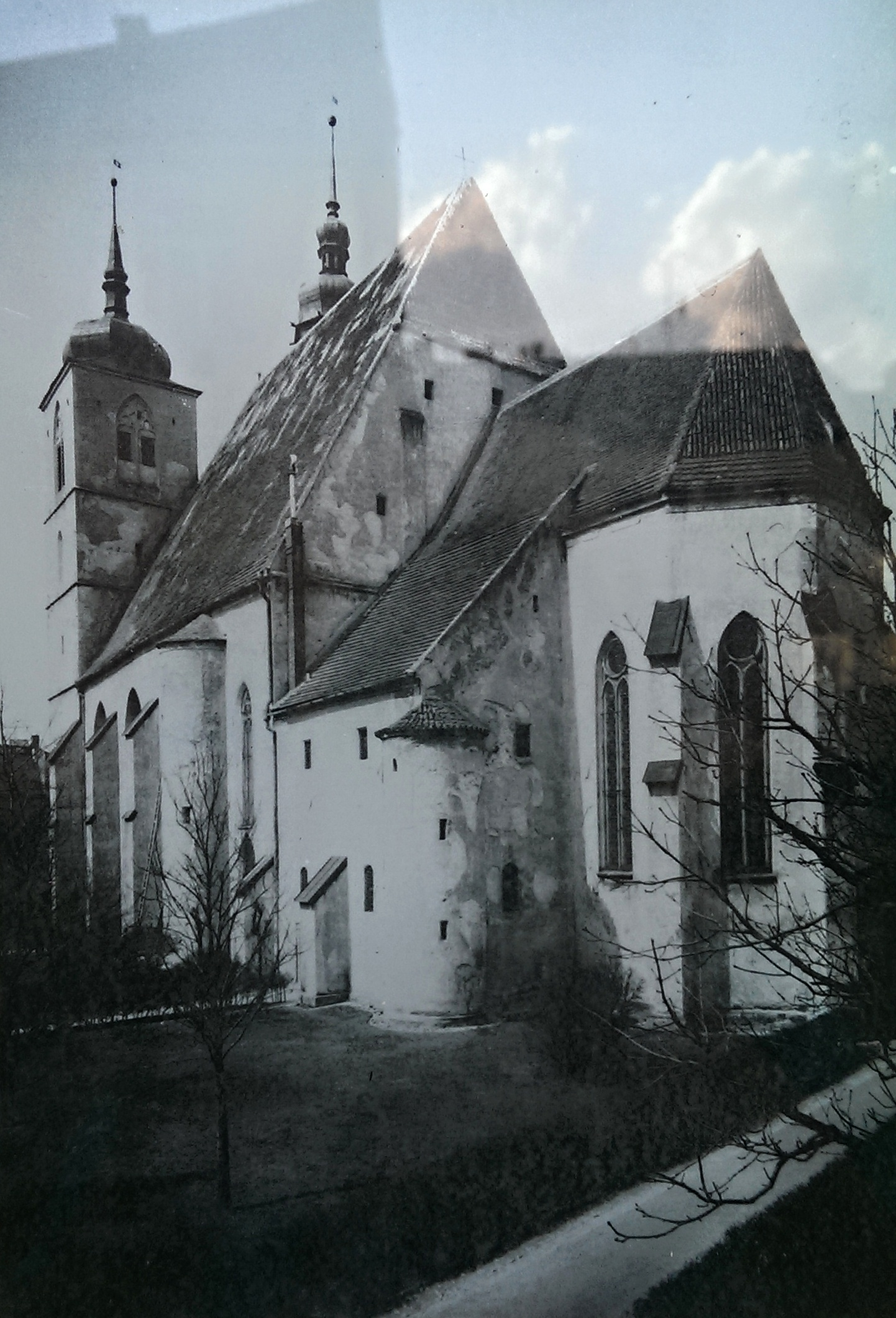
Fotografia storica

La chiesa viene menzionata per la prima volta in documenti che risalgono al 1256, quando la chiesa precedente, che sorgeva al suo posto, fu incendiata. Nello stesso anno iniziò la costruzione del nuovo fabbricato. Nel 1257 fu completato il presbiterio, dal momento che abbiamo notizia che nello stesso anno fu consacrato l'altare maggiore di San Nicola. La consacrazione avvenne ad opera del vescovo Bruno von Schauenburg, che elevò la chiesa anche allo status di parrocchia. La costruzione della chiesa continuò poi nel decennio successivo.
Il completamento della torre settentrionale, la più alta della chiesa, è documentato alla fine del XIII secolo. Con la sua altezza di 63 m, all'epoca fungeva anche da torre per guardia della città. Oggi invece viene impiegata come torre panoramica. 
Nel 1353 tutta la città subì un grande incendio e pare che esso avesse danneggiato anche la chiesa parrocchiale. I grandi lavori di ristrutturazione della chiesa risalgono al 1373–1379, periodo in cui fu completato un corpo di fabbrica a tre navate e sormontato da una volta a crociera costolonata. Sempre nello stesso periodo furono costruite anche una scala a chiocciola sul lato sud e un piano sopra la sagrestia. Invece, la torre meridionale, che aveva funzione di campanile, fu costruita negli anni Trenta del Quattrocento.
Un momento storico per la chiesa fu l'anno 1436, quando, in occasione della proclamazione dei Patti di Basilea, fu servita messa alla presenza dell'imperatore del Sacro Romano Impero Sigismondo.
Jihlava fu poi colpita da un altro grande incendio nel 1523 che danneggiò gravemente anche la chiesa di San Giacomo il Grande e le sue due torri. Le successive riparazioni durarono oltre 40 anni.
Nel 1548 la torre meridionale cominciò ad inclinarsi pericolosamente e a deviare dal proprio asse. Si rese perciò necessario ridurne l'altezza agli attuali 54 metri. Nel 1563 vi fu posta e consacrata una nuova grande campana chiamata Zuzana. Ancora oggi, è la seconda campana più grande della Moravia.
Nel 1702 la chiesa subì alcune modifiche in stile barocco: sul lato settentrionale della chiesa, ad esempio, fu aggiunta la cappella dell'Addolorata, separata dalla navata principale da una griglia decorata sempre in stile barocco.
Alla fine del XIX secolo fu eseguita una ristrutturazione generale della chiesa secondo uno spirito purista, durante la quale il tetto fu dotato di nuove coperture. Nel 1922 poi, la ditta August Wolfholz realizzò diversi sostegni statici alla torre nord. Nel 1987 infine, con un'ultima ristrutturazione sono state eliminate le superfetazioni in stile liberty.
Il 28 aprile 2008 la Chiesa di San Giacomo Magno è stata dichiarata monumento culturale nazionale.

## Architettura

### L'interno

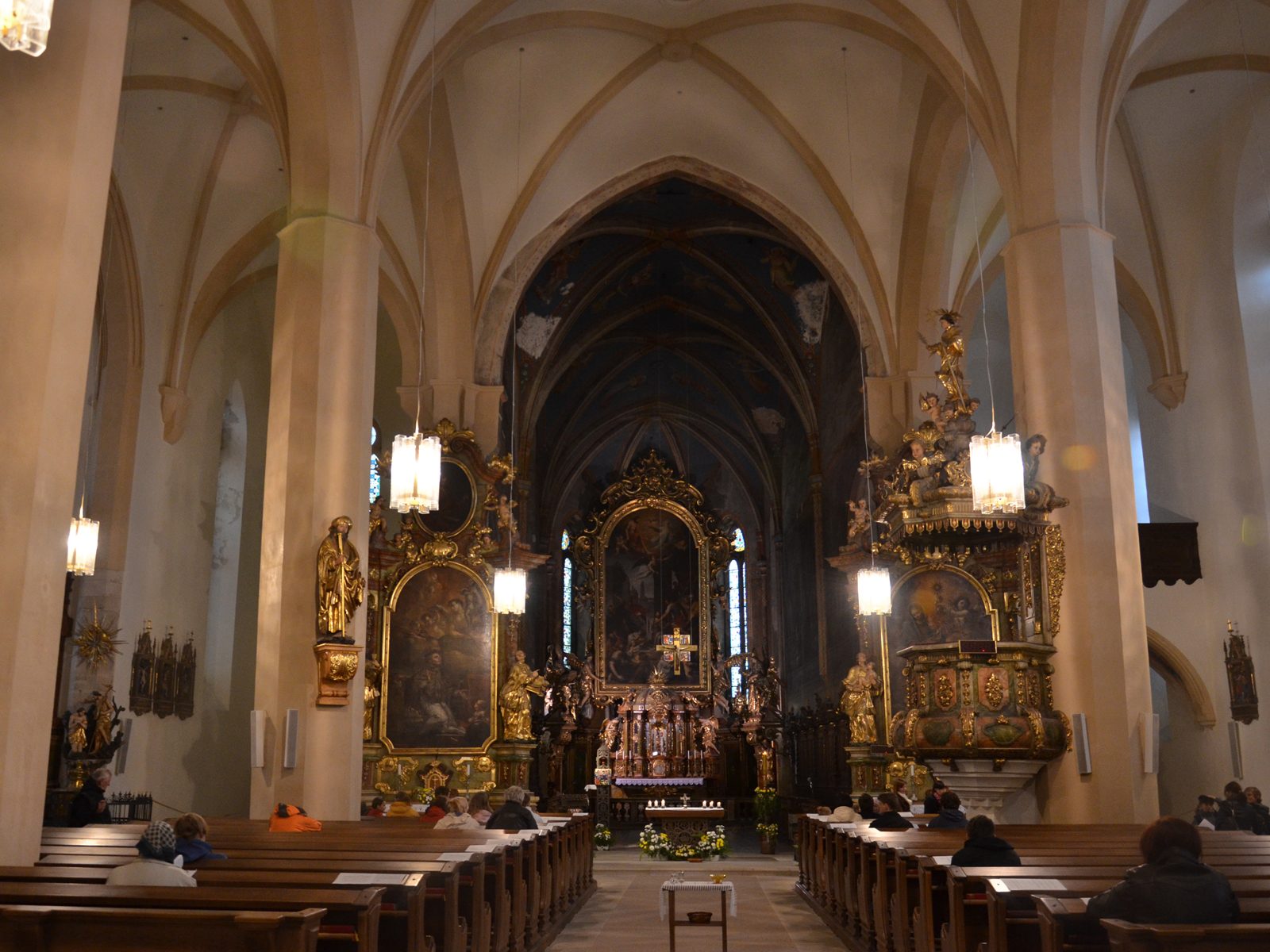
L'interno della chiesa

L'interno della chiesa è sviluppato su tre navate. Quella principale è seguita da un presbiterio con abside pentagonale, mentre le navate laterali terminano con brevi pastoforia rettangolari. Le tre navate e il presbiterio sono sormontati da volte a crociera costolonate. I costoloni, scolpiti e smussati per ragioni di carattere decorativo, confluiscono nelle chiavi di volta piatte e circolari al vertice della volta. La volta delle tre navate è sorretta da quattro massicci pilastri poligonali e termina con costoloni sulle pareti con mensole piramidali.
Nel presbiterio nervature proseguono fino ai capitelli che chiudono le lesene sottostanti. Il presbiterio è aperto sulla navata da un massiccio arco trionfale. Sopra l'atrio della chiesa si trova un vasto coro con organi. Anche l'atrio è sormontato da una volta a crociera costolonata.

### Decorazione degli interni
Il presbiterio della chiesa è rivestito da un gran numero di affreschi e dipinti medievali. Anche la volta è rivestita di pitture con ornamenti neogotici, mentre le pareti sono affrescate con scene della vita di San Bernardo.
La chiesa è provvista di diversi altari dorati barocchi. Una delle opere più significative della chiesa è il dipinto alto 7,5 m raffigurante la "Decapitazione di San Giacomo", che decora l'altare maggiore. Il suo autore, JN Steiner, uno dei pittori dell'imperatrice Maria Teresa, è nato a Jihlava. 
Nella chiesa sono conservati anche veri e propri tesori scultorei, come, ad esempio, una pietà unica del 1330, la statua di Santa Caterina d'Alessandria dell'inizio del XV secolo e la statua tardo gotica di San Giacomo del XVI secolo. Altra opera degna di interesse è la replica moderna della croce Přemyslide, antico manufatto del 1330 un tempo collocato proprio in questa chiesa e che ora invece si trova nella pinacoteca del monastero di Strahov.

### L'esterno

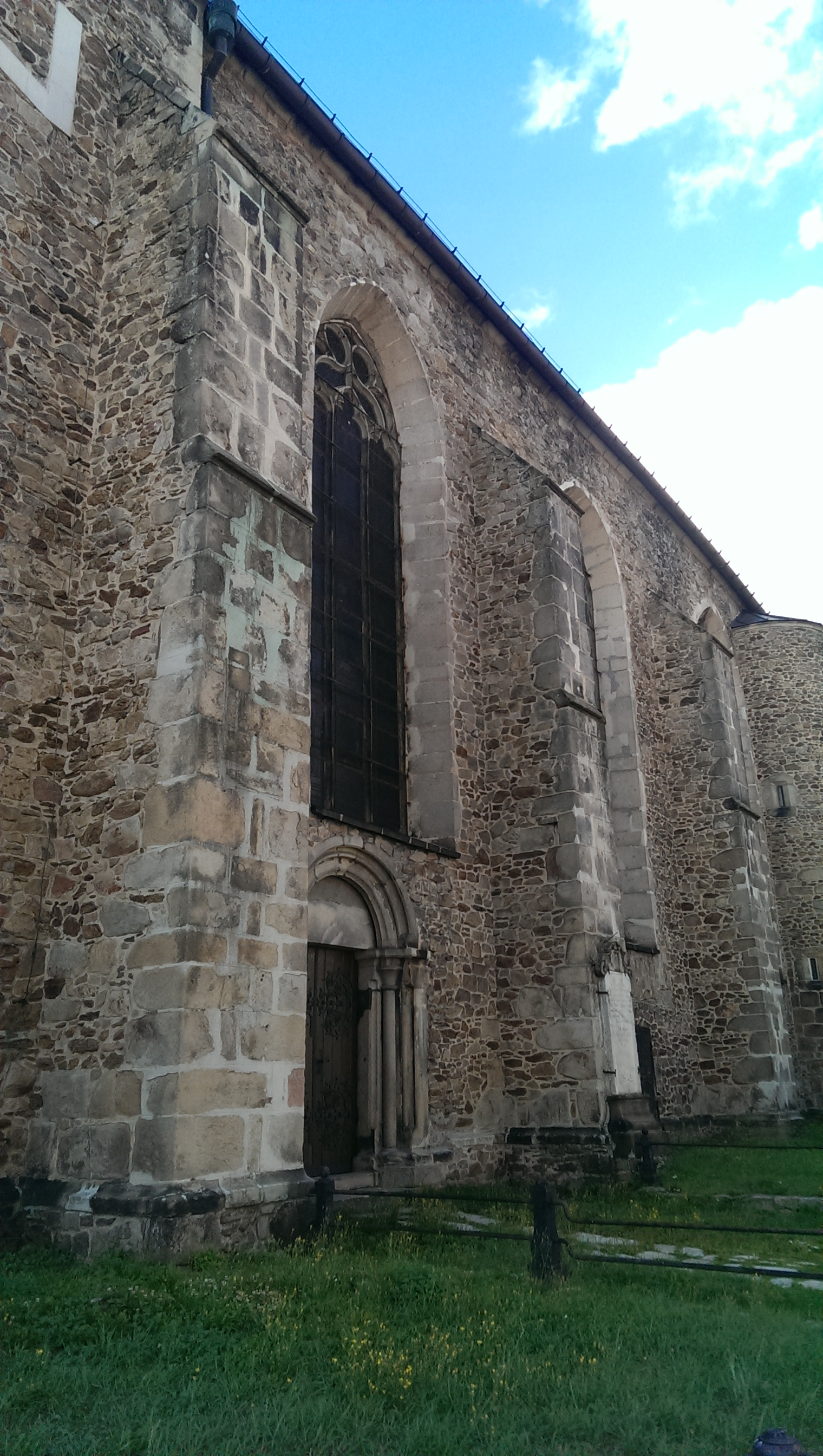
Contrafforti di sostegno all'esterno della chiesa

Attualmente la chiesa all'esterno risulta priva di un rivestimento di intonaco; si possono perciò individuare chiaramente i materiali di cui constano le sue pareti, costruite principalmente mediante l'impiego di pietra estratta nelle cave locali (si notino ad esempio le notevoli dimensioni e la solidezza dei blocchi di cui sono costituiti contrafforti). Sono stati utilizzati però anche mattoni nelle parti della chiesa di più recente edificazione. Restano oggi intonacati solo il piano più alto della torre e la cappella dell'Addolorata.
Le mura dell'edificio sono per lo più sostenute da contrafforti esterni. Le pareti della cappella e delle navate laterali sono decorate da alte e slanciate monofore, suddivise da barre verticali. Le finestre sono decorate con trafori, per lo più colmi di articolate e complesse forme curve dai motivi di fiamma. Lungo le pareti della chiesa sono posizionate alcune delle lapidi del cimitero che circondava originariamente la chiesa. 
L'ingresso principale della chiesa è un portale del primo periodo gotico. Esso si compone di snelle colonnine su cui poggiano dei capitelli sagomati lisci. Il timpano, anch'esso liscio e privo di qualsiasi ornamento, è sormontato da una successione di archivolti ogivali. Gli altri portali minori, pochi per verità, sono concepiti in maniera simile e si conservano anche nelle pareti nord e sud della chiesa. Le colonne del portale settentrionale, a differenza di quelle degli altri portali, sono ornate da decori di carattere popolare e si possono distinguere forse dei grappoli d'uva.
Sul lato orientale poi si trova la statua barocca di Giovanni Nepomuceno.

### Le torri
Le torri della chiesa parrocchiale sono tra gli edifici monumentali più visibili di Jihlava. La loro forma attuale è il frutto delle numerose ricostruzioni e adattamenti che hanno avuto luogo nel corso dei secoli. La torre nord oggi misura 63 metri e funge da torre panoramica. La sua galleria si trova a 40 m dal suolo e offre un'ampia vista sui dintorni. La torre originaria aveva un tetto piramidale e una pittura murale sulla facciata. Dopo numerosi incendi le due torri furono ricostruite e completate sulla sommità con cupola a cipolla in stile barocco. La torre meridionale fu ridotta all'altezza odierna di 54 metri per via di problemi di stabilità, come detto pocanzi.

### Cappella della Madonna Addolorata

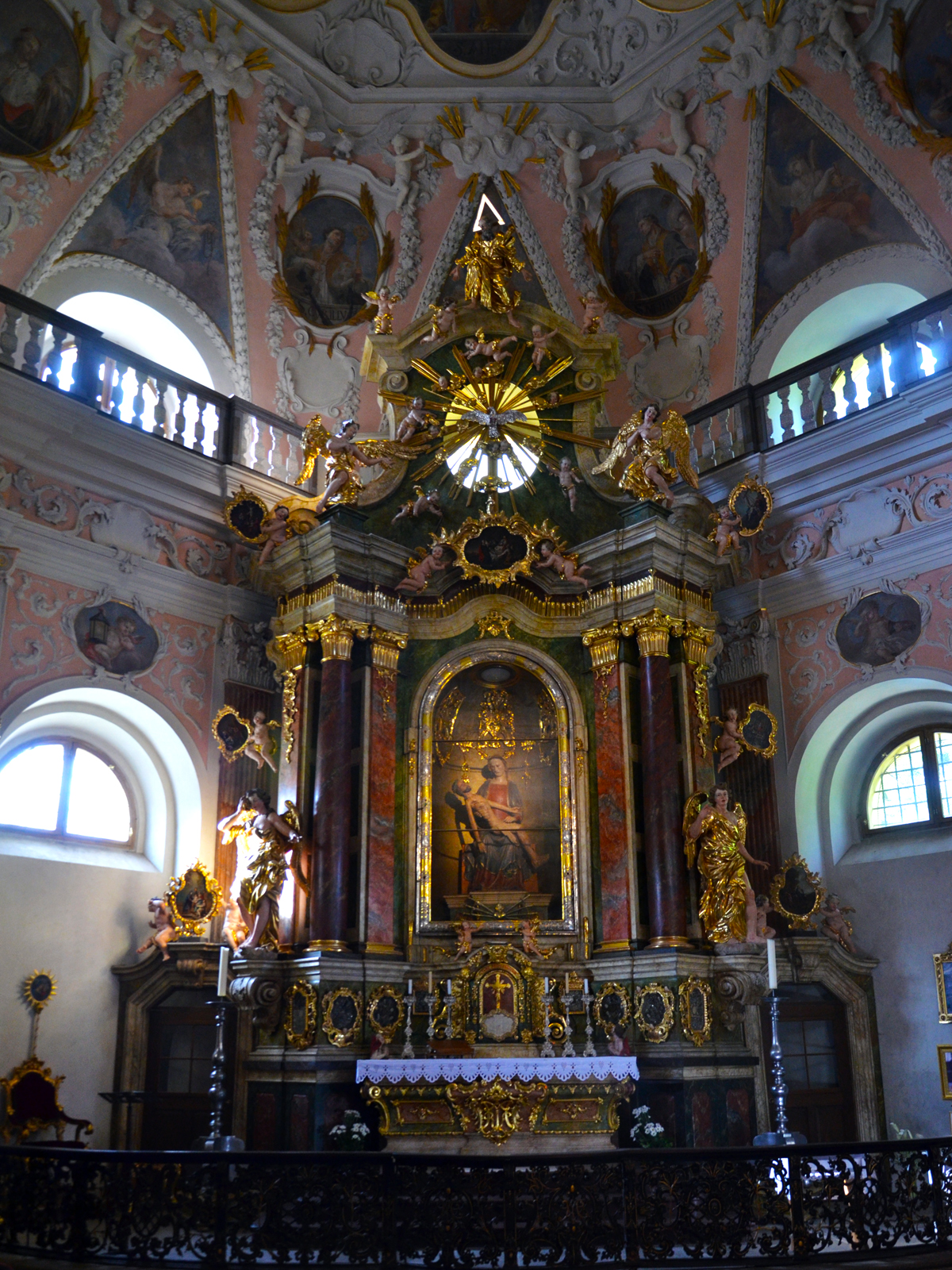
Cappella dell'Addolorata, interno

Nel 1702 sul lato settentrionale della chiesa fu edificata la Cappella dell'Addolorata, separata dall'interno della chiesa da una grata riccamente decorata in stile barocco. La cappella presenta poi due portali su cui si aprono finestre semicircolari.
Il soffitto della cappella consta di una sorta di volta a crociera a forma di cuneo ed è ornato da lunette e da una lanterna poligonale sospesa al centro. Le pareti della cappella sono divise da lesene che sorreggono la trabeazione continua. 
La cappella presenta poi una ricca decorazione in stucco, opera dello scultore Giacomo Antonio Corbellini. Le restanti decorazioni della cappella sono invece opera di Václav Jindřich Nosecký.
All'interno della cappella si può ammirare un altare della prima metà del XIX secolo riccamente decorato con statue di santi e sormontato da una Pietà della seconda metà del XIV secolo.

## Fatti interessanti

### La leggenda della campana Zuzana
Una leggenda racconta che i cittadini di Jihlava per mostrare la loro ricchezza invitarono in cambio un buon compenso il famoso campanaro Brikci di Cinperk a creare una campana che sarebbe diventata famosa in tutto il paese. La grande campana, pare, fu realizzata nel fossato della fortificazione vicino alla Porta della Vergine il giorno di San Michele del 1563. Quando arrivò il momento di fondere il metallo nella grande fucina, vennero in molti da Jihlava portando per la fusione catene d'oro, anelli, gioielli e monete guadagnati col sudore e gettati a malincuore. La maggior quantità di monete d'oro, si racconta, fu donata da una donna desiderosa di redimersi di nome Zuzana. Si dice che non appena la campana, battezzata con il nome di Giacomo, fu collocata nella torre nel 1563, Zuzana si sedette su una sedia tra le porte della chiesa e stette là ad ascoltarla suonare. E da allora tutti chiamano la campana "Zuzana", anche se essa era in realtà dedicata a San Giacomo.

## Galleria d'immagini

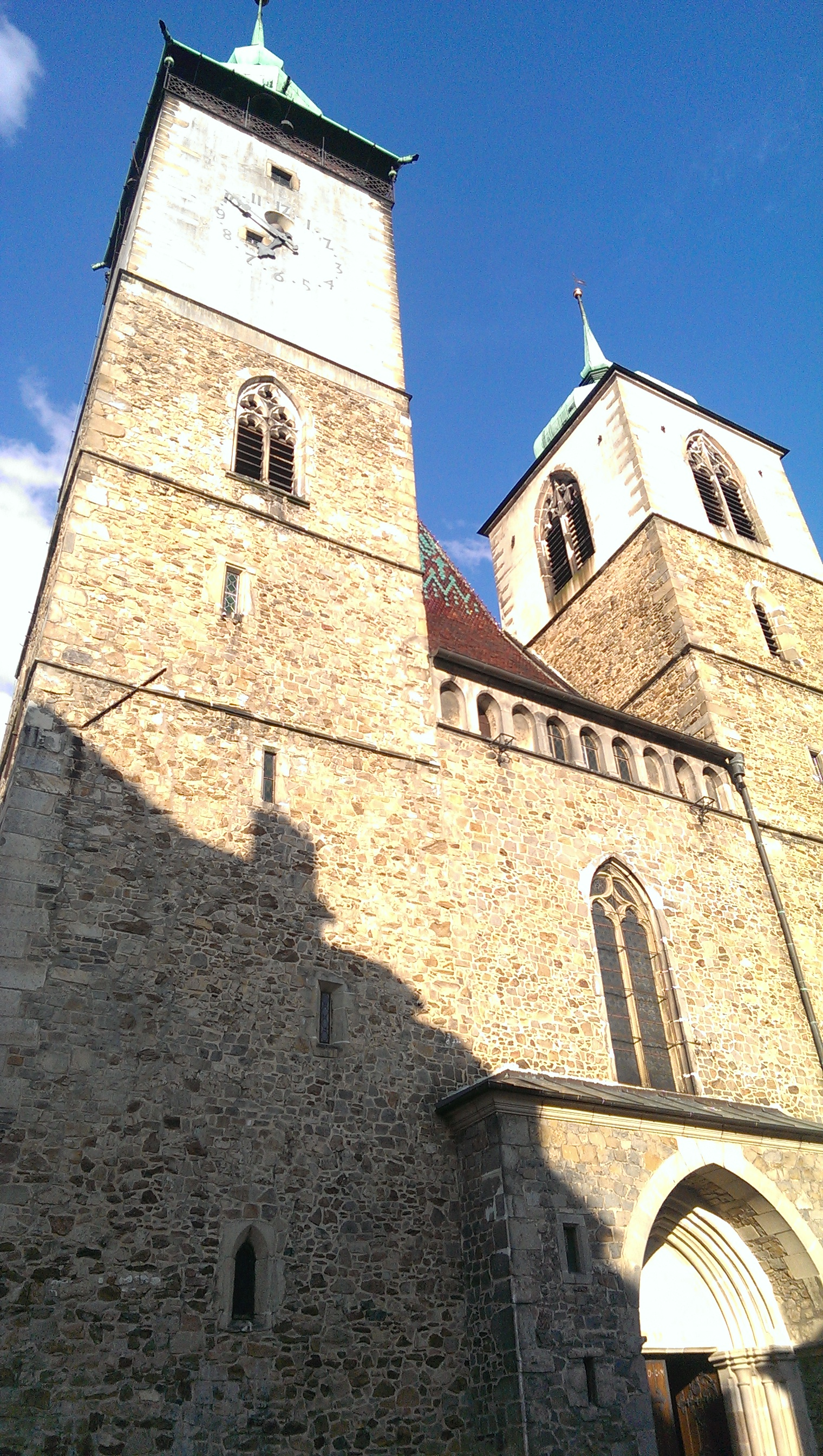
Facciata
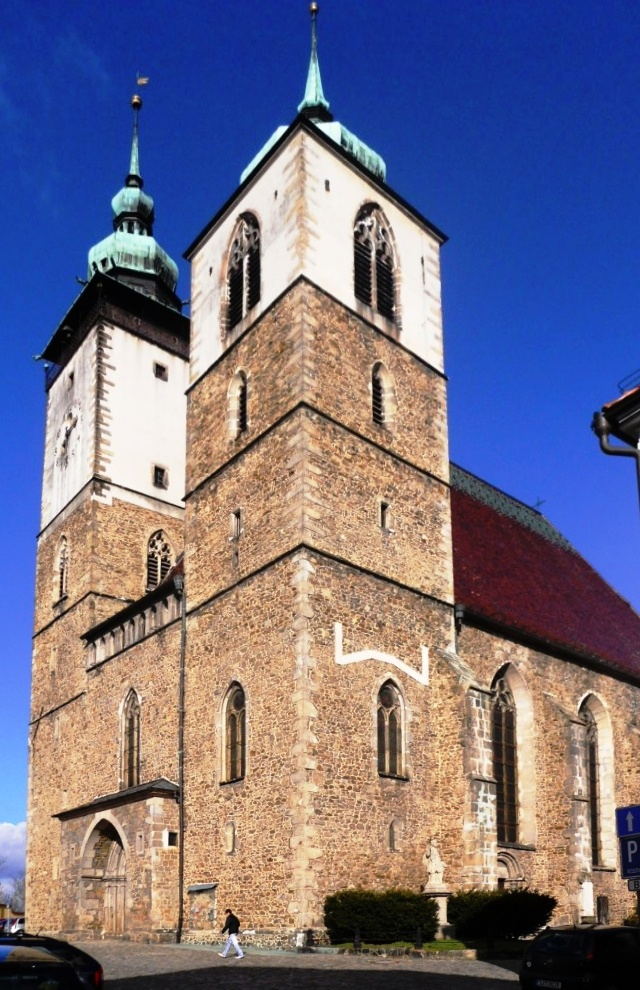
Facciata da una diversa angolazione
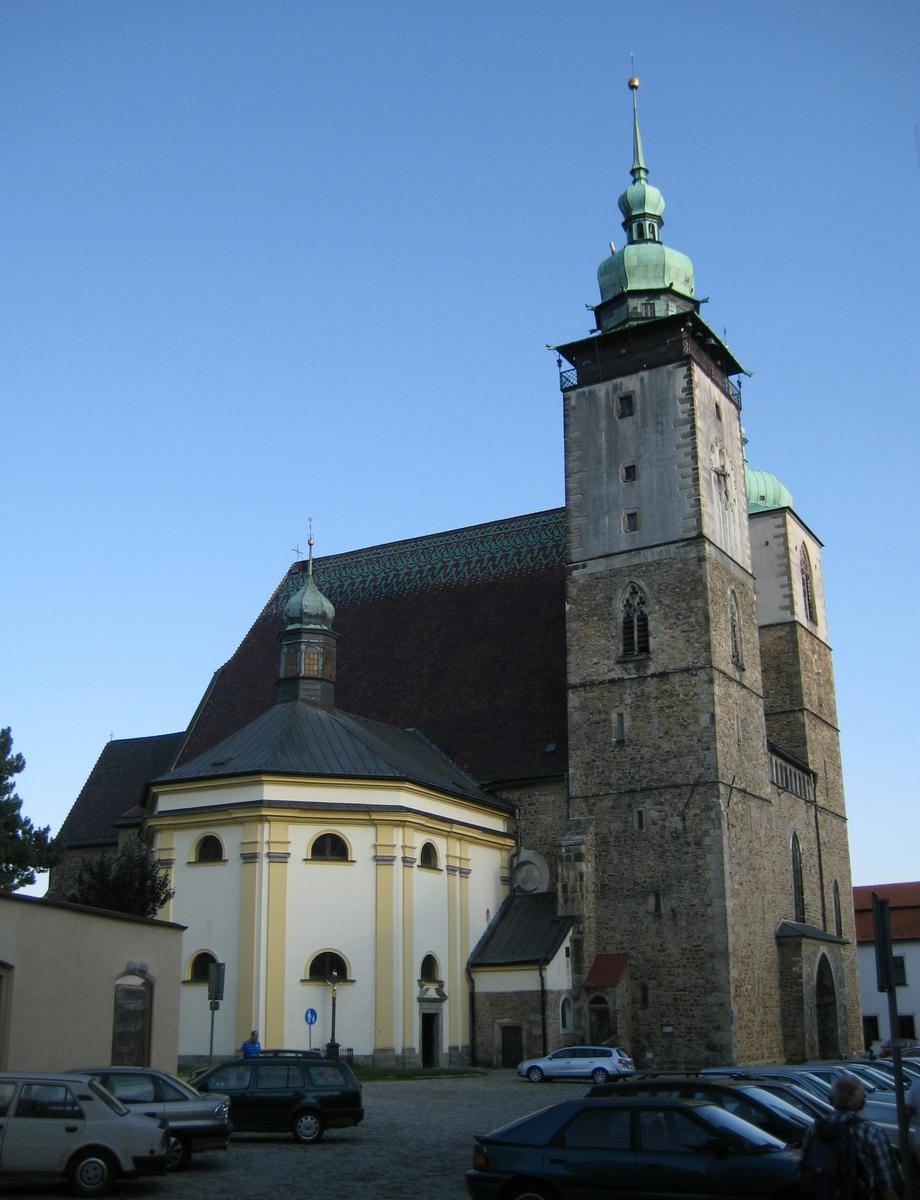
Prospettiva laterale
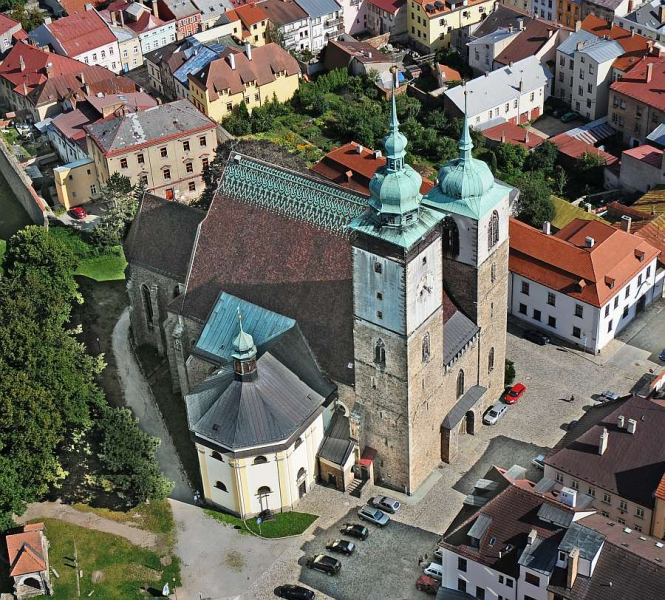
Foto aerea del complesso basilicale
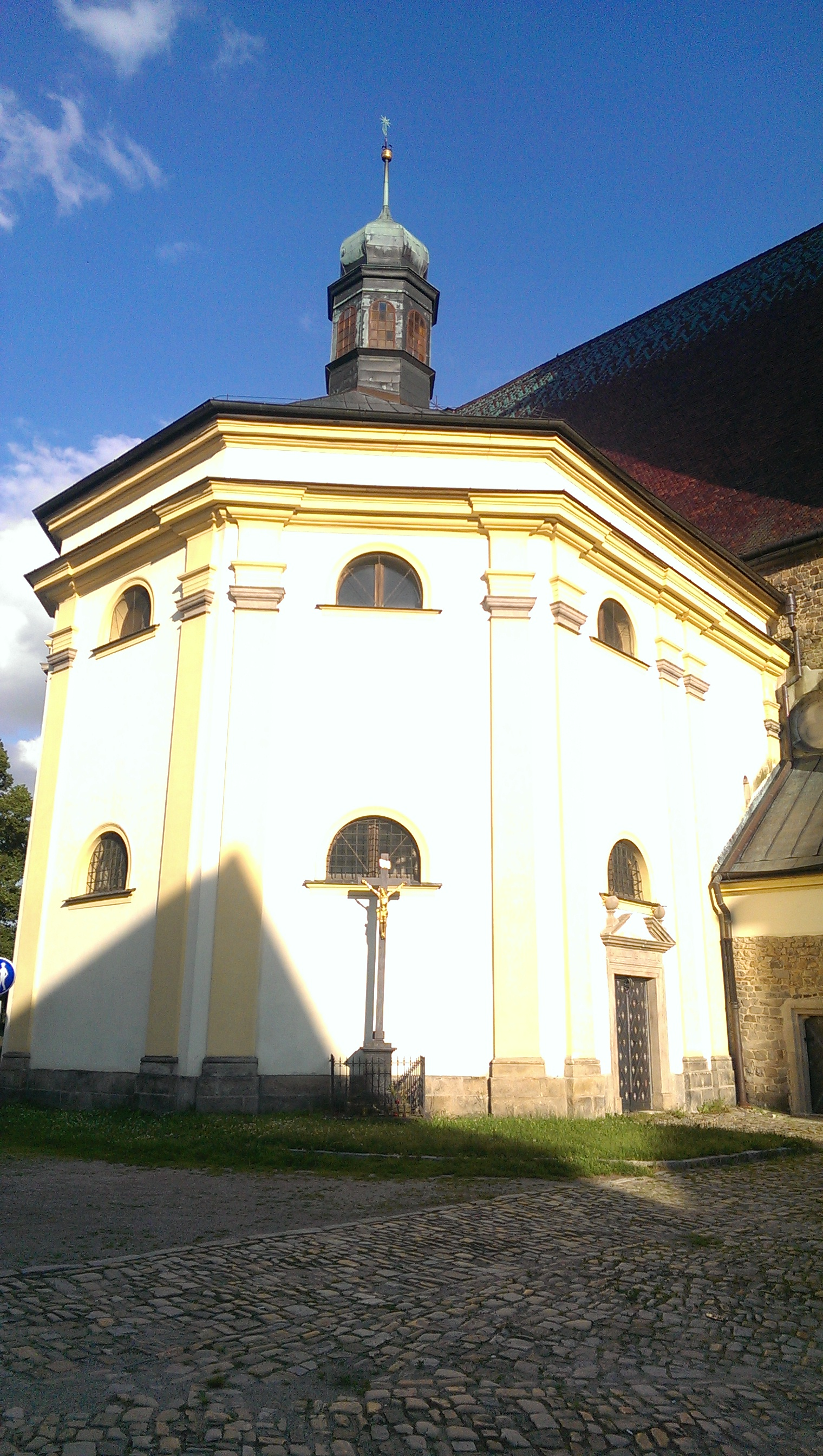
Cappella dell'Addolorata
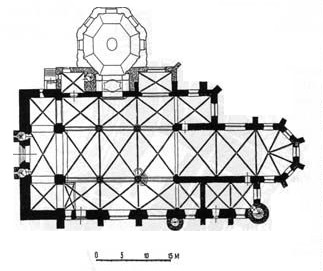
Planimetria
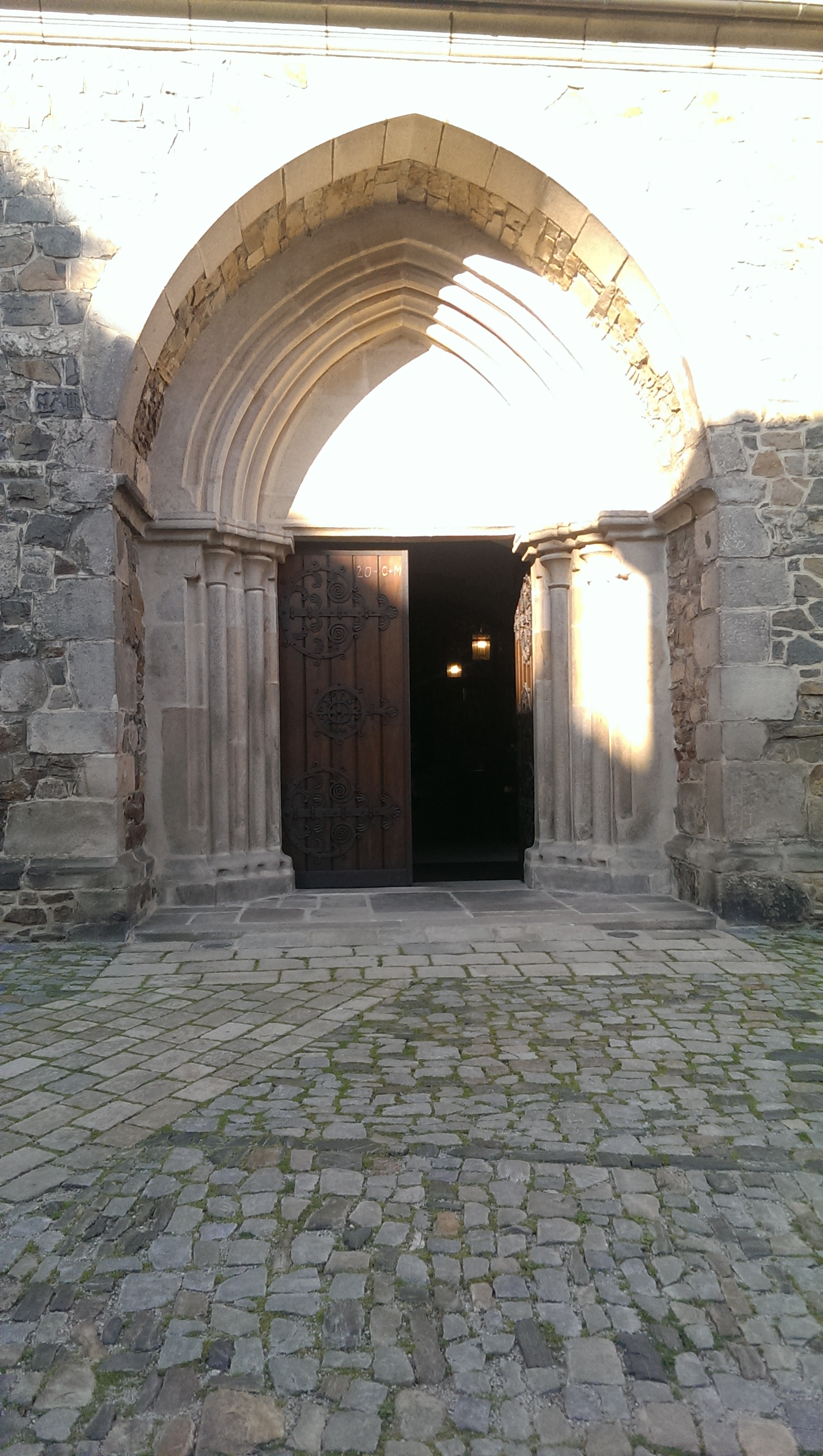
Portale maggiore
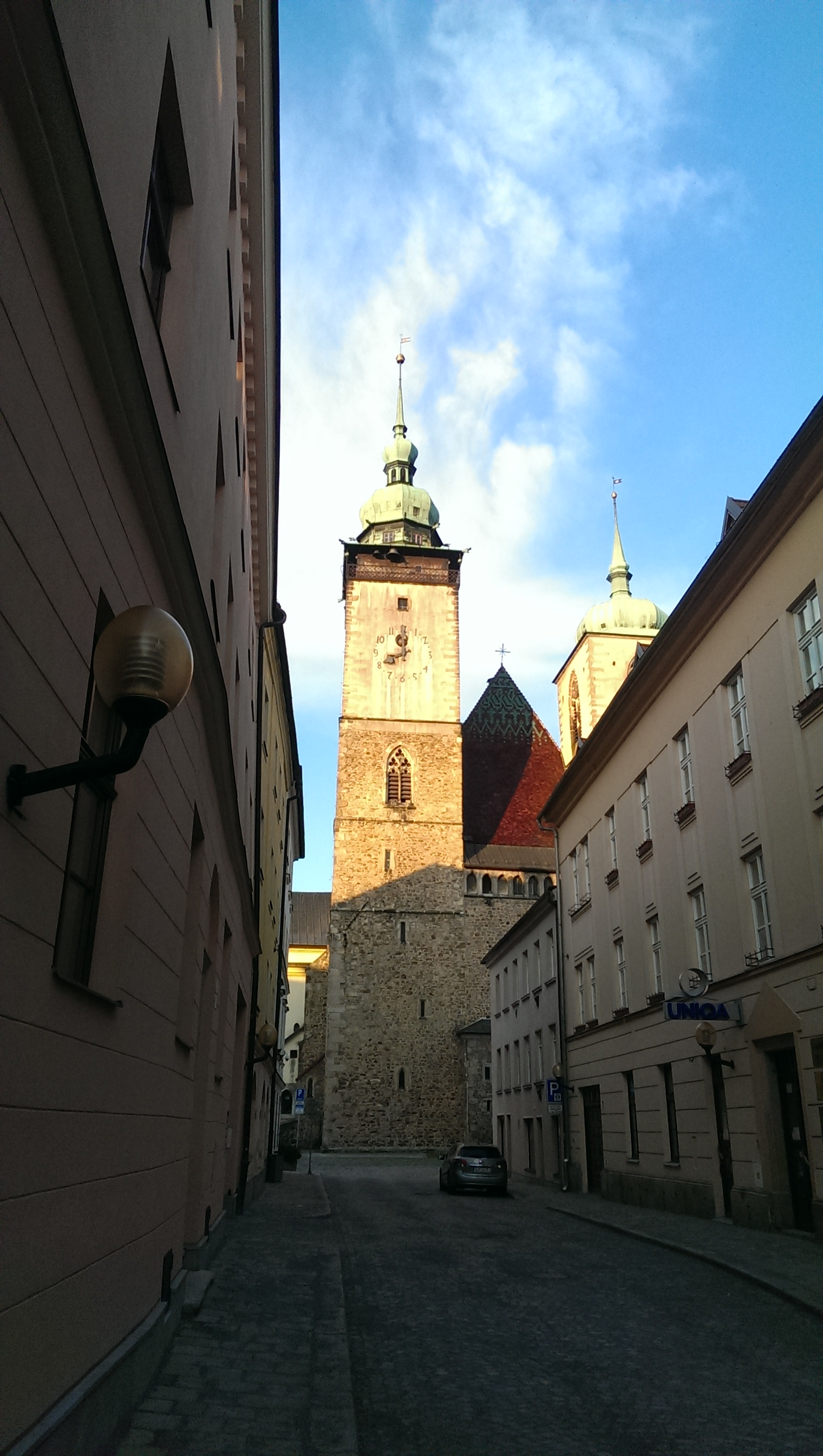
Torre panoramica
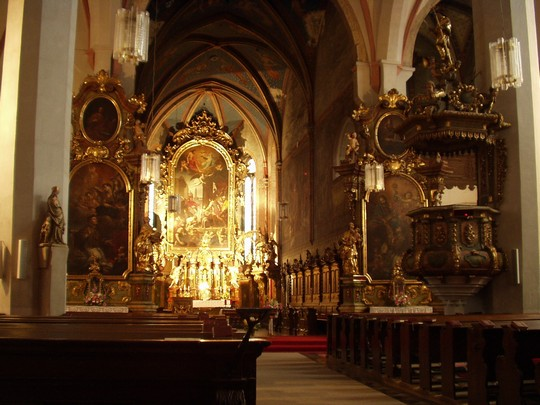
Interno
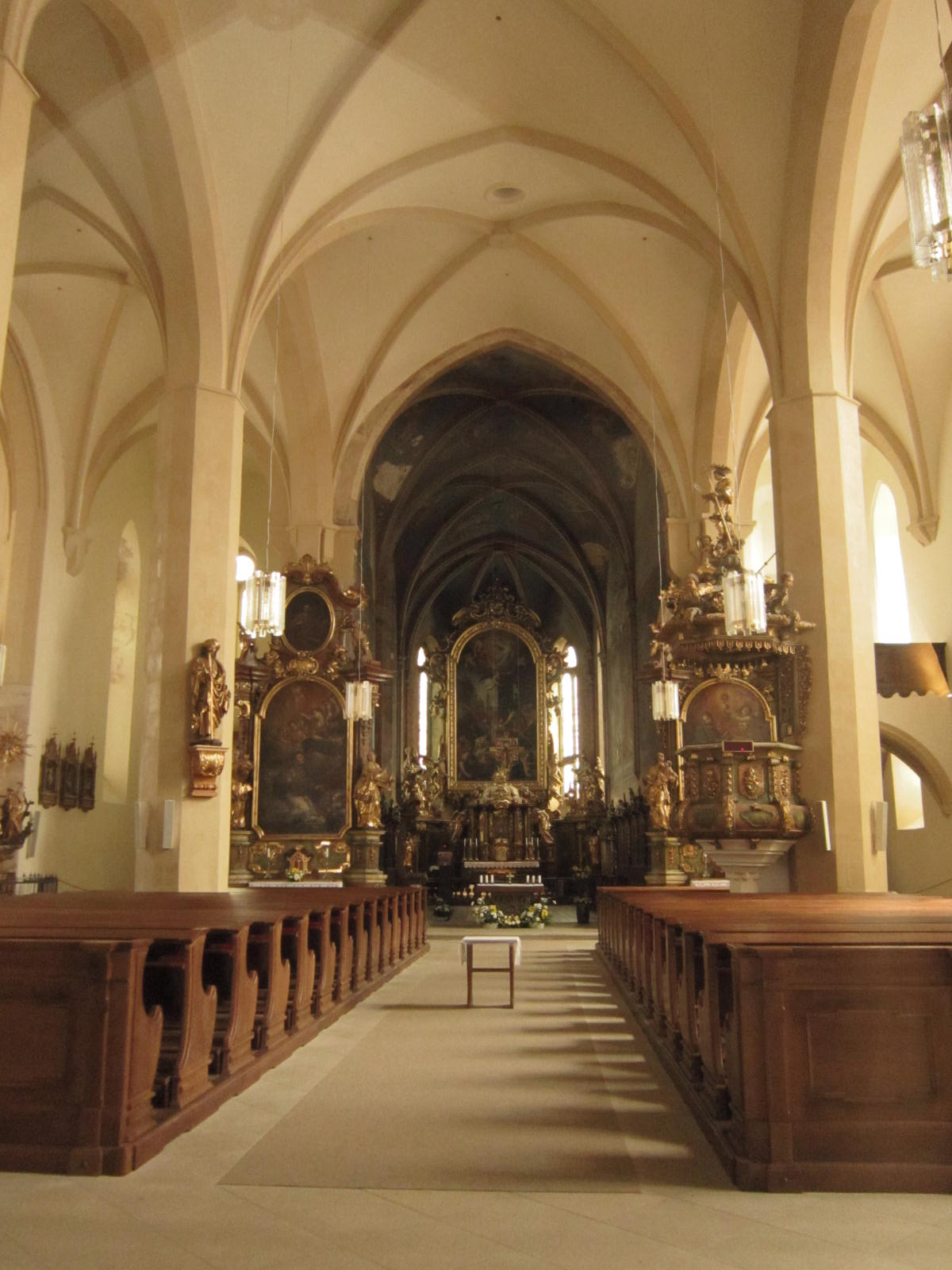
Interno 2
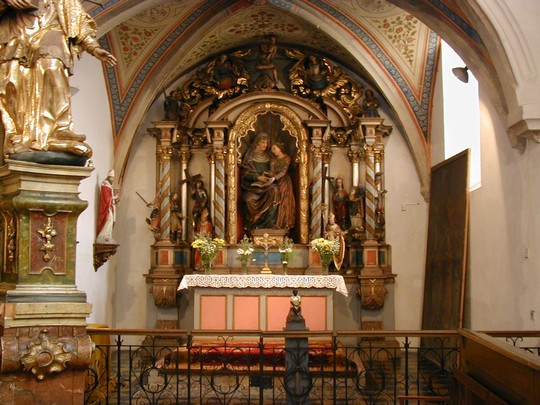
Altare laterale
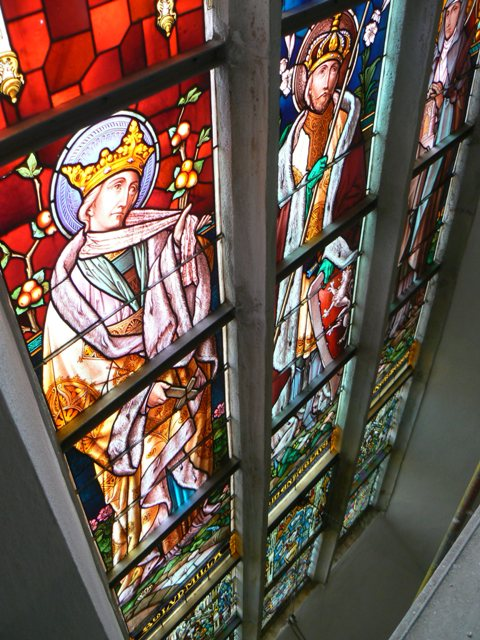
Particolare di una vetrata
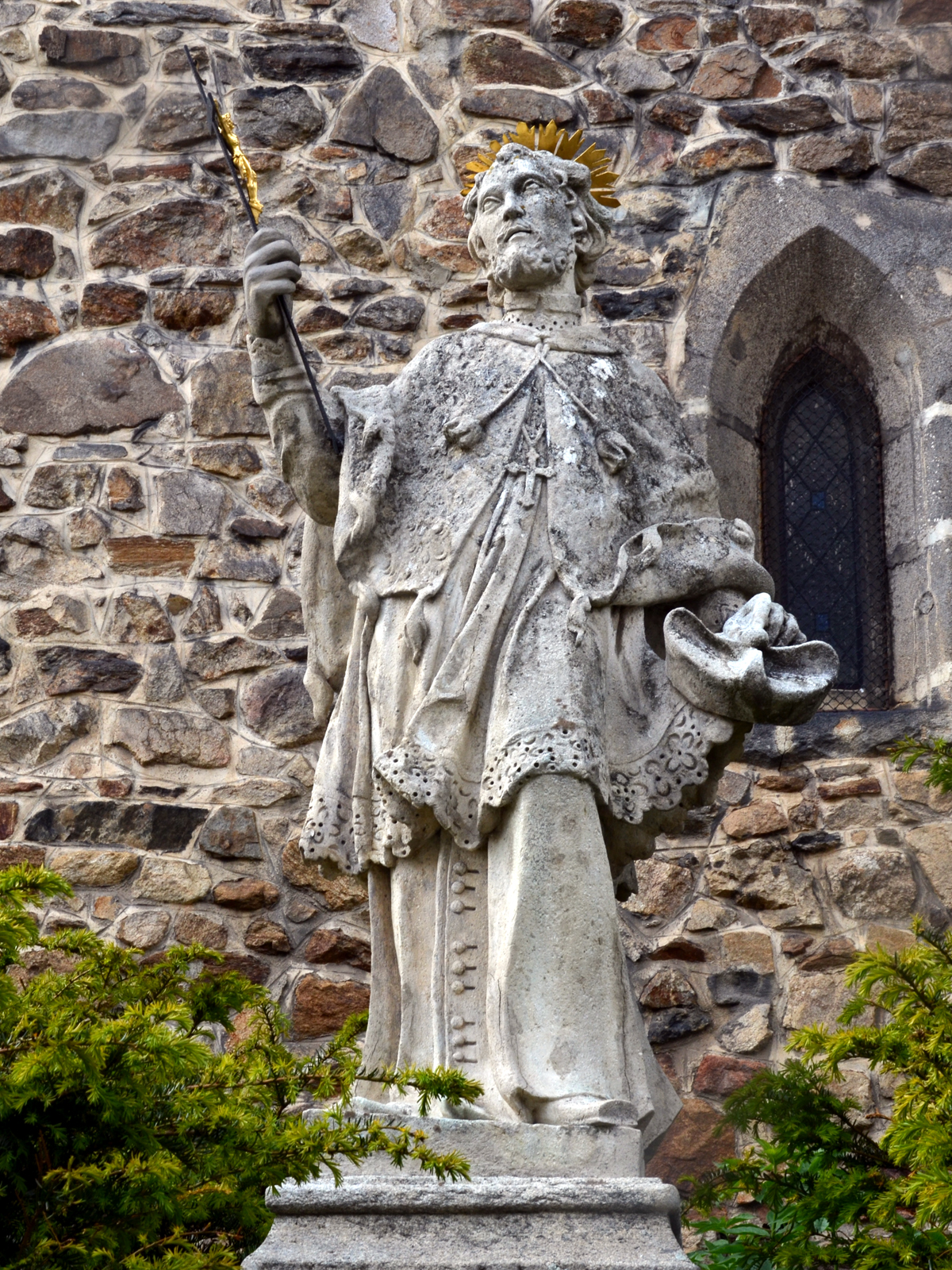
Statua di San Giovanni Nepomuceno